# Comuna Bilje, Osijek-Baranja
Bilje (maghiară Bellye) este o comună în cantonul Osijek-Baranja, Croația, având o populație de 5.642 de locuitori (2011).

## Demografie
Componența etnică a comunei Bilje
     Croați (62,87%)
     Maghiari (29,62%)
     Sârbi (3,83%)
     Germani (1,05%)
     Necunoscut (0,62%)
     Neclasificat (1,7%)
Componența confesională a comunei Bilje
     Catolici (67,56%)
     Protestanți (21,41%)
     Ortodocși (4,36%)
     Fără religie și atei (2,45%)
     Necunoscută (2,38%)
     Alte religii (1,84%)
Conform recensământului din 2011, comuna Bilje avea 5.642 de locuitori. Din punct de vedere etnic, majoritatea locuitorilor (62,87%) erau croați, existând și minorități de maghiari (29,62%), sârbi (3,83%) și germani (1,05%). Apartenența etnică nu este cunoscută în cazul a 0,62% din locuitori. Din punct de vedere confesional, majoritatea locuitorilor (67,56%) erau catolici, existând și minorități de protestanți (21,41%), ortodocși (4,36%) și persoane fără religie și atei (2,45%). Pentru 2,38% din locuitori nu este cunoscută apartenența confesională.